# Авл Плавтий (консул-суффект 1 года до н. э.)
Авл Пла́втий (лат. Aulus Plautius; родился, предположительно, в 44 году до н. э., Требула Суффенат, Римская республика — умер после 1 года до н. э., Римская империя) — древнеримский политический деятель из знатного плебейского рода Плавтиев, консул-суффект 1 года до н. э.

## Биография

### Происхождение
На основании некоторых эпиграфических источников в историографии предполагается, что Авл являлся младшим сыном септемвира эпулонов, достигшего в неустановленном году претуры, Марка Плавтия, носившего когномен Сильван, и некоей Ургулании, близкой подруги императрицы Ливии. Предположительно, его старшим братом мог быть ординарный консул 2 года до н. э. Марк Плавтий. Таким образом, дедом Авла вполне мог являться городской претор Рима 51 года до н. э., носивший такое же имя.

### Политическая карьера
О гражданско-политической карьере Авла Плавтия известно только, что в 1 году до н. э. он, совместно с Цециной Севером, занимал должность консула-суффекта. Есть предположение, что его, возможно, следует идентифицировать с тем Авлом Плавтием, который был направлен в Апулию императором Октавианом Августом около 9/10 года для допроса и пыток рабов (цель этого неизвестна), хотя более вероятно, что это относится к его сыну Авлу Плавтию, который, возможно, был связан с подавлением восстания рабов в Апулии в 24 году.
Авл Плавтий был женат на Вителлии, родственнице будущего римского императора Вителлия. В их браке было трое детей: завоеватель Британии и консул-суффект 29 года Авл Плавтий, консул 36 года Квинт Плавтий и Плавтия, супруга Публия Петрония.
Маловероятно также отождествление этого Авла Плавтия с наместником Киликии и Кипра 22/20 года до н. э. Возможно, это был его отец.